# Dicliptera sciadephora
Dicliptera sciadephora är en akantusväxtart som beskrevs av John Donnell Smith. Dicliptera sciadephora ingår i släktet Dicliptera och familjen akantusväxter. Inga underarter finns listade i Catalogue of Life.